# Moadon Kaduregel Hapoel Haifa
Il Moadon Kaduregel Hapoel Haifa (in ebraico מועדון כדורגל הפועל חיפה), noto semplicemente come Hapoel Haifa, è una società calcistica israeliana con sede nella città di Haifa. Dal 2009 milita nella massima serie del campionato di calcio israeliano.
Costituito il 24 aprile 1924, annovera nel proprio palmarès la vittoria di un campionato nazionale (1998-1999), 4 Coppe d'Israele e una Supercoppa d'Israele. Dal 2014 disputa le partite interne nello Stadio Sammy Ofer di Haifa, dopo aver utilizzato per quasi sessant'anni lo stadio municipale Qiryat Eliezer. Il colore sociale è il rosso.

## Storia

### Esordi
Le origini del club risalgono ad un'associazione costituitasi ad Haifa nel 1924. Questo sodalizio prevedeva squadre di vari sport, oltre a ramificazioni sindacali quali la locale rappresentanza dell'Histadrut. Lo scopo dei soci era la fondazione della prima squadra di calcio del movimento operaio in Palestina, sul modello di altre squadre che rappresentavano gli operai nel resto del mondo. Secondo la ricostruzione più attendibile, durante la Pasqua ebraica del 1924, il 24 aprile, si tenne la riunione fondativa del club, in una casa situata nel quartiere di Hadar di Haifa, alla presenza di 26 rappresentanti delle differenti autorità. La riunione era presieduta da Yehoshua Sherpstein e Yair Aharony.
Il 1º maggio 1924, il giorno della Festa del Lavoro, l'Hapoel Haifa batté per 3-1 una rappresentativa di operai ferroviari di Haifa. Nei primi anni della sua esistenza la compagine giocò varie amichevoli con squadre palestinesi, europee e del Medio Oriente (dato che la federcalcio nazionale non era ancora stata costituita, non si disputavano match ufficiali). All'inizio l'Hapoel Haifa fu incluso nell'unione Maccabi, l'unica federazione calcistica esistente all'epoca. Due anni dopo, però, il club la lasciò per fondare, insieme ad altri club, una nuova unione, l'Hapoel.
Nel 1928 fu costituita la federazione calcistica di Israele (IFA) e iniziarono a disputarsi partite ufficiali. Per i primi quattro anni si giocarono solo partite di coppa, cui si aggiunsero poi le partite di campionato. In questo periodo l'Hapoel Haifa non vinse molti trofei, ma fu uno dei club più competitivi del paese. Nel 1932 si qualificò per la prima volta per la finale della Coppa di Israele, contro la squadra della Polizia britannica. L'arbitro del match era britannico e alcune decisioni che assunse furono oggetto di controversia. Durante l'incontro, sul punteggio di 1-0 per l'Hapoel Haifa (gol di Yonah Stern), dopo alcune decisioni molto contestate dai calciatori dell'Hapoel, uno dei calciatori dell'Hapoel rubò la coppa. Di conseguenza l'Hapoel fu squalificato dalla partita. Quell'anno cinque componenti della squadra dell'Hapoel facevano parte della selezione palestinese.

### Anni '50
Negli anni cinquanta, dopo la guerra arabo-israeliana del 1948, tornò a disputarsi il campionato israeliano di calcio e l'Hapoel finì terzo, alle spalle di Maccabi Tel Aviv e Hapoel Tel Aviv. Due anni dopo tornò a giocarsi anche la coppa nazionale. Con l'istituzione dello stato di Israele, la squadra continuò a rimanere ai vertici del calcio nazionale, senza però vincere trofei.

### Anni '60 e '70
Nei primi anni '60 l'Hapoel era una squadra molto debole. Nel 1962-1963 concluse penultima in campionato e retrocesse sul campo, ma la federazione annullò la retrocessione. Fu una svolta nella storia del club: la squadra, imbottita di giovani, iniziò ad esprimere un ottimo calcio, che preluse ad un periodo d'oro per la squadra. Nel 1962-1963 vinse la Coppa di Israele battendo in finale per 1-0 il Maccabi Haifa. Nelle annate seguenti concluse sempre il campionato nei primi tre posti e si qualificò per la finale di coppa per altre tre volte. Tra i calciatori più emblematici dell'epoca vi sono Abba Gindin, Yitzhak Englander, Yochanan Vollach e Roby Young. Si tratta di alcuni tra i calciatori israeliani più forti degli anni '60 e '70, membri della nazionale di calcio israeliana per molti anni. Roby Young fu anche capitano della nazionale.
Nel 1974 l'Hapoel Haifa vinse nuovamente la Coppa di Israele. In questi anni i migliori calciatori della squadra iniziarono, però, a lasciare il club. Clamorose furono le partenze di Englander e Vollach per gli arcirivali del Maccabi Haifa. Il secondo posto del 1975 fu solo un'illusione: di lì a poco la squadra crollò, fino alla grave crisi degli anni '80.

### Anni '80
Nel 1981 l'Hapoel Haifa retrocesse per la prima volta in seconda divisione. Era sino a quel momento uno dei tre club, insieme a Maccabi Tel Aviv e Hapoel Tel Aviv, a non essere mai retrocesso dalla massima serie. Fu l'inizio del decennio peggiore nella storia del club. Neanche l'ingaggio di Peter Lorimer, che era stato uno dei più validi calciatori del Leeds Utd, come allenatore riuscì a risollevare la squadra e la sua avventura alla guida tecnica della compagine di Haifa durò solo alcuni mesi. La crisi dell'organizzazione sindacale Histadrut provocò una serie di problemi finanziari per il club, che si trovò sull'orlo della bancarotta. Alla crisi amministrativa, con frequenti cambi dirigenziali, corrispondeva la crisi tecnica, con scarsi risultati sul campo. Verso la fine degli anni '80 tre ex calciatori del club, Yitzhak Englander, Avi Kaufman ed Efraim Gabay, rilevarono la proprietà della società tramite un'organizzazione esterna, sperando di salvarla dal fallimento, ma a causa della mancanza di risorse non riuscirono a saldare i debiti del club.

### Anni '90
Nel 1992 la squadra tornò in massima serie. In quell'anno si vociferò di un presunto uomo d'affari non meglio precisato che aveva assunto il controllo del club. Alla fine si scoprì che si trattava di Robi Shapira, imprenditore che aveva fatto le proprie fortune nel settore della pesca in Nigeria. Shapira investì cospicue somme di denaro nel club e lo salvò dal collasso finanziario. Il denaro fu utilizzato per acquistare numerosi calciatori di valore, ma la squadra non raccolse i risultati sperati e rimase una contendente per la salvezza in massima serie. Dopo una striscia di risultati negativi, nella stagione 1993-1994 Shapira decise di comprare ufficialmente il club dall'Histadrut. Nei primi anni della gestione Shapira arrivarono all'Hapoel Haifa molti calciatori e allenatori di primo piano, ma la bacheca rimase vuota e il sogno di vincere il campionato rimase tale.
Le cose migliorarono nel 1997-1998, quando l'Hapoel Haifa, allenato da Eli Guttman, si classificò terzo in massima serie. Nell'annata seguente la squadra fece ancora meglio: grazie ad un'impressionante serie di vittorie, si issò in vetta alla graduatoria, stabilendo un ampio margine di vantaggio sulle rivali. Esprimendo un calcio che era un perfetto connubio di tattica e gioco, l'Hapoel conservò il primo posto fino alla fine della stagione, ampliando il distacco dalle avversarie. Sabato 8 maggio 1999, alla 27ª giornata, l'Hapoel Haifa sconfisse per 3-2 il Maccabi Tel Aviv, in quel momento secondo in classifica, allo Stadio Kiryat Eliezer, con doppietta di Oren Zeituni e gol di Oren Nissim, vincendo così il campionato per la prima volta nella sua storia.

### Anni 2000
La stagione successiva a quella della vittoria del titolo fu deludente, essendosi conclusa con un anonimo settimo posto. Due calciatori fondamentali quali Liron Basis e Najwan Ghrayib furono ceduti, rispettivamente al Maccabi Tel Aviv e all'Aston Villa. I loro sostituti non si dimostrarono all'altezza e nella stagione 2000-2001 ci fu anche la partenza dell'allenatore Guttman. Il suo sostituto, Guy Levy, volle in squadra quattro stranieri: Alin Minteuan, Oleg Yelšev, Michael Anicic e Viktor Paço, che si unirono al veterano Dimitrij Ulianov. La squadra chiuse terza dopo aver vinto due volte il derby contro il Maccabi Haifa (3-0 e 3-1) e tre volte contro l'Hapoel Tel Aviv campione in carica (3-1 e 1–0 a Tel Aviv e 2-0 in casa ad Haifa).
Nell'estate del 2001 i media riportarono la notizia secondo cui Shapira aveva deciso di ridurre considerevolmente gli investimenti nel club. Il budget dell'Hapoel si fece notevolmente più esiguo, le spese in programma furono ridotte e i calciatori più forti furono ceduti. Il proprietario, infatti, aveva contratto debiti molto alti, che condussero il club sull'orlo di un nuovo fallimento. Alcuni beni della società furono ipotecati a beneficio di un'azienda ittica olandese cui Shapira doveva del denaro. Venerdì 14 dicembre 2001 Shapira si suicidò nella sua casa in Nigeria. Il tribunale di Haifa stabilì quindi che l'Hapoel Haifa sarebbe stato amministrato da liquidatori incaricati, in carica temporaneamente. Alla fine dell'annata 2001-2002 l'Hapoel retrocesse in seconda serie. Per quasi tre anni il club fu gestito da tre commissari liquidatori, che riuscirono a mantenere il club in seconda serie e continuare la ricerca di potenziali acquirenti del club.
Nel 2004 la squadra riuscì a tornare in massima divisione e fu acquistata da Yoav Katz, uomo d'affari israeliano residente negli USA. Nel 2004-2005 l'Hapoel giocò in massima serie, ma al termine di quella stagione cadde nuovamente in seconda divisione, dove rimase sino al 2008-2009. Nel 2009, vincendo il campionato di seconda serie, fece il proprio ritorno nella massima serie, in cui ottenne la salvezza nel 2009-2010. L'allenatore Nitzan Shirazi sostituì Shlomi Dora nella stagione 2010-2011. Negli anni seguenti la squadra si è mantenuta su buoni livelli, guadagnandosi la reputazione di compagine dove i giovani possono affermarsi anche in vista di trasferimenti successivi.
Nel 2005-2006 la squadra giovanile dell'Hapoel Haifa vinse il campionato nazionale, imponendosi poi come una delle squadre israeliane egemoni a livello giovanile.

## Strutture

### Stadio
Dal 2014 il club disputa le partite interne nel moderno stadio polifunzionale Sammy Ofer, condividendo l'utilizzo dell'impianto coi rivali cittadini del Maccabi Haifa.

## Organico

### Rosa 2024-2025
Aggiornata al 19 gennaio 2025.
| N. |                           | Ruolo | Calciatore      |
| -- | ------------------------- | ----- | --------------- |
| 1  | Israele (bandiera)        | P     | Yoav Gerafi     |
| 2  | Israele (bandiera)        | D     | Noam Ben Harush |
| 4  | Israele (bandiera)        | D     | Dor Malul       |
| 5  | Rep. del Congo (bandiera) | D     | Fernand Mayembo |
| 8  | Burkina Faso (bandiera)   | C     | Dramane Salou   |
| 9  | Mali (bandiera)           | C     | Thiemoko Diarra |
| 10 | Israele (bandiera)        | C     | Dor Hugi        |
| 12 | Israele (bandiera)        | A     | Qais Ganem      |
| 14 | Israele (bandiera)        | C     | Ruslan Barsky   |
| 15 | Israele (bandiera)        | D     | Raz Nachmias    |
| 16 | Israele (bandiera)        | D     | Ido Levy        |
| 17 | Israele (bandiera)        | A     | Ahmed Drawshe   |
| 18 | Israele (bandiera)        | C     | Bar Cohen       |
| 20 | Israele (bandiera)        | C     | Sa'ar Fadida    |
| 21 | Israele (bandiera)        | C     | Afik Katan      |
| 22 | Israele (bandiera)        | P     | Amit Suari      |

| N. |                     | Ruolo | Calciatore      |
| -- | ------------------- | ----- | --------------- |
| 23 | Israele (bandiera)  | D     | Yarin Serdal    |
| 24 | Israele (bandiera)  | D     | Liran Serdal    |
| 25 | Israele (bandiera)  | C     | Ben Sterling    |
| 26 | Israele (bandiera)  | D     | Orel Dgani      |
| 28 | Israele (bandiera)  | A     | Dudu Alterovich |
| 31 | Israele (bandiera)  | D     | Yarin Cohen     |
| 32 | Israele (bandiera)  | D     | Ben Vehava      |
| 33 | Israele (bandiera)  | C     | Rauf Jabarin    |
| 34 | Israele (bandiera)  | C     | Yarin Gavri     |
| 35 | Israele (bandiera)  | A     | Shay Dahan      |
| 55 | Israele (bandiera)  | D     | Nisso Kapiloto  |
| 77 | Israele (bandiera)  | A     | Almog Buzaglo   |
| 99 | Israele (bandiera)  | A     | Raz Stain       |
|    | Liberia (bandiera)  | A     | Mohammed Kamara |
|    | Slovenia (bandiera) | A     | Alen Ožbolt     |
|    | Gambia (bandiera)   | C     | Sulayman Marreh |

## Rose delle stagioni precedenti
- 2011-2012

## Palmarès

### Competizioni nazionali
- Campionato israeliano: 1

1998-1999
- Coppa di Israele: 4

1962-1963, 1965-1966, 1973-1974, 2017-2018
- Coppa Toto: 2

2000-2001, 2012-2013
- Coppa Toto Artzit: 1

1986-1987
- Supercoppa d'Israele: 1

2018
- Liga Leumit: 2

2003-2004, 2008-2009
- Decade cup: 1

1957-1958

### Competizioni giovanili
- Campionato israeliano juniores: 1

2005-2006
- Coppa d'Israele juniores: 1

1986-1987

### Altri piazzamenti
- Campionato israeliano:

Secondo posto: 1958-1959
Terzo posto: 1931-1932, 1949-1950, 1951-1952, 1959-1960, 1960-1961, 1966-1968, 1974-1975, 1975-1976, 1997-1998, 2000-2001
- Coppa d'Israele:

Finalista: 1932, 1957-1958, 1963-1964, 1994-1995, 2003-2004
Semifinalista: 2021-2022
- Coppa di Lega israeliana:

Finalista: 1996-1997
Semifinalista: 1998-1999, 2018-2019, 2021-2022
- Supercoppa d'Israele:

Finalista: 1966, 1974
- Liga Leumit:

Secondo posto: 1991-1992
Terzo posto: 2006-2007, 2007-2008

## Statistiche e record

### Partecipazione ai campionati
| Livello | Categoria   | Partecipazioni | Debutto   | Ultima stagione | Totale |
| ------- | ----------- | -------------- | --------- | --------------- | ------ |
| 1°      | Liga Leumit | 34             | 1955-1956 | 1998-1999       | 47     |
| 1°      | Ligat ha'Al | 13             | 1999-2000 | 2018-2019       | 47     |
| 2°      | Liga Artzit | 9              | 1981-1982 | 1991-1992       | 15     |
| 2°      | Liga Leumit | 6              | 2002-2003 | 2008-2009       | 15     |

### Partecipazione alle competizioni UEFA
| Competizione UEFA          | Partecipazioni | Debutto   | Ultima stagione | Totale |
| -------------------------- | -------------- | --------- | --------------- | ------ |
| Champions League           | 1              | 1999-2000 | 1999-2000       | 6      |
| Coppa UEFA / Europa League | 2              | 1999-2000 | 2018-2019       | 6      |
| Coppa Intertoto            | 3              | 1996      | 2001            | 6      |

### Statistiche nelle competizioni UEFA
| Competizione                  | Partecipazioni | G  | V | N | P | RF | RS |
| ----------------------------- | -------------- | -- | - | - | - | -- | -- |
| UEFA Champions League         | 1              | 4  | 0 | 2 | 2 | 1  | 5  |
| Coppa UEFA/UEFA Europa League | 3              | 10 | 3 | 1 | 6 | 10 | 20 |
| Coppa Intertoto               | 3              | 10 | 2 | 2 | 6 | 14 | 20 |